# 弗里茨-迪特洛夫·冯·德·舒伦堡

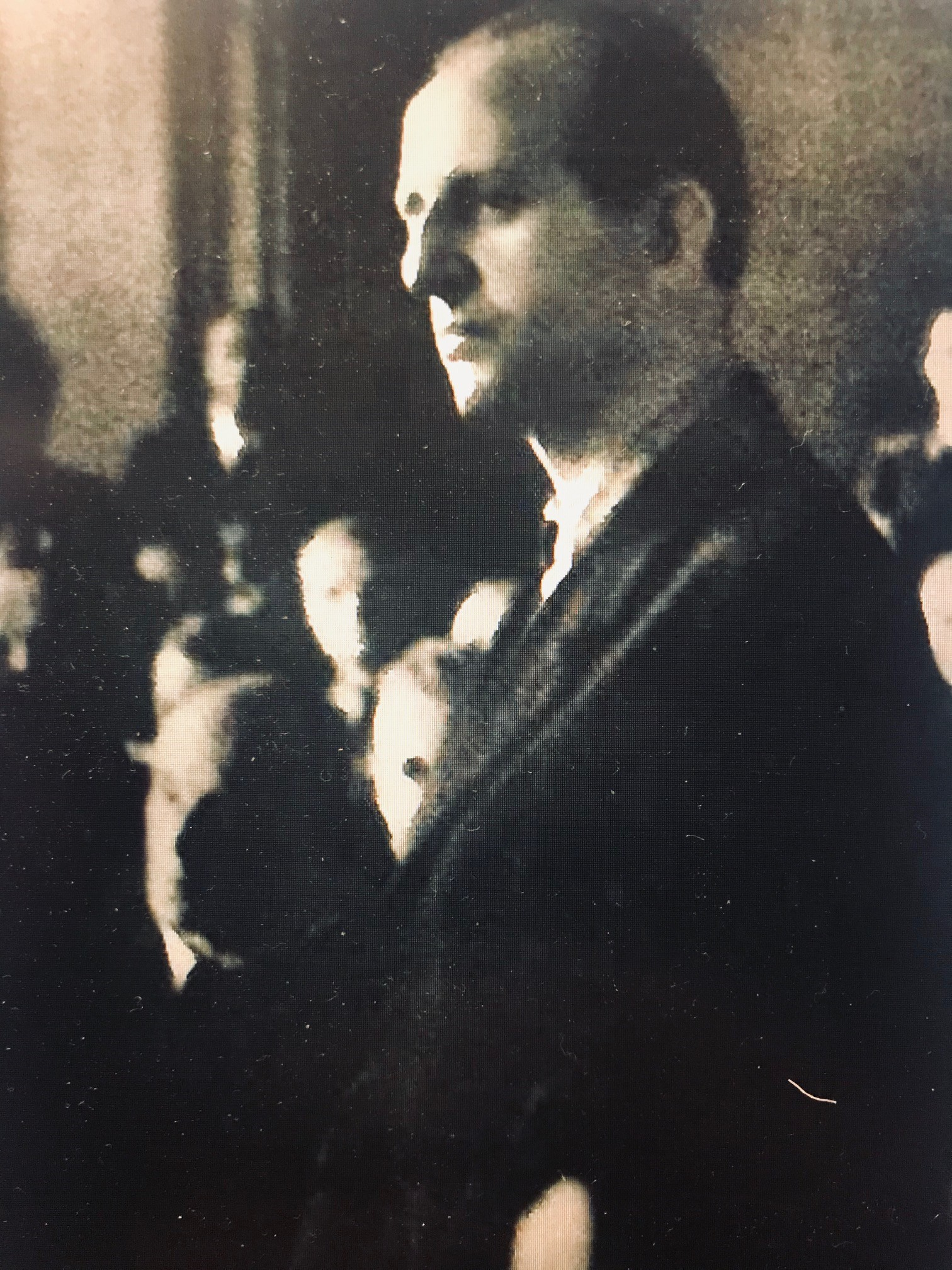
弗里茨-迪特洛夫·冯·德·舒伦堡

弗里茨-迪特洛夫·冯·德·舒伦堡（德語：Fritz-Dietlof von der Schulenburg；1902年9月5日—1944年8月10日），全称舒伦堡伯爵弗里茨-迪特洛夫（德語：Fritz-Dietlof Graf von der Schulenburg），是一位德国政府官员，曾参与德国抵抗运动和7月20日密谋案。1944年8月10日，舒伦堡在柏林普勒岑湖監獄被绞死。他的父亲是弗里德里希·冯·德·舒伦堡。